# Calypso (Luis Fonsi e Stefflon Don)
Calypso è un singolo del cantante portoricano Luis Fonsi e della cantante inglese Stefflon Don, pubblicato il 14 giugno 2018 dalla Universal Music Latin Entertainment, Republic Records e Island Records. Il cantante ha co-scritto la canzone con Alejandro Rengifo, Dyo, Stefflon Don, e i suoi produttori Andrés Torres e Mauricio Rengifo.

## Video musicale
Il video musicale è stato pubblicato il 14 giugno 2018 e ha superato le 272 milioni di visualizzazioni.

## Tracce
Download digitale
1. Calypso (feat. Stefflon Don) – 3:19
2. Calypso (remix) (feat. Karol G) – 3:05

## Classifiche
| Classifica (2018) | Posizione massima |
| ----------------- | ----------------- |
| Argentina         | 1                 |
| Italia            | 32                |
| Polonia           | 19                |
| Spagna            | 6                 |
| Svizzera          | 12                |